# Henri Cochet
Henri Jean Cochet (Villeurbanne, 14 de dezembro de 1901 — Saint-Germain-en-Laye, 1 de abril de 1987) (apelidado Le Magicien) foi um famoso tenista francês da década de 1920 e do início da década de 1930. Cochet venceu oito torneios do Grand Slam em simples em Roland-Garros, US Open e Wimbledon.
Ao vencer William Tilden nas quartas-de-final do US Open em 1926, Henri Cochet impediu Tilden de vencer o torneio pela sétima vez. Cochet foi número um mundial em 1928. Ele se tornou profissional em 1933 e voltou a ser amador após a Segunda Guerra Mundial.
Com a equipe francesa de Copa Davis, ele venceu seis vezes o torneio.
Cochet entrou para o International Tennis Hall of Fame em 1976, foi nomeado Officier de la Légion d'honneur em 1977 e Presidente d e Honra da Federação Francesa de Tênis.

## Grand Slam finais

### Singles (10)
| Resultado | Ano  | Torneio          | Oponente           | Placar                  |
| Campeão   | 1926 | Aberto da França | René Lacoste       | 6–2, 6–4, 6–3           |
| Campeão   | 1927 | Wimbledon        | Jean Borotra       | 4–6, 4–6, 6–3, 6–4, 7–5 |
| Campeão   | 1928 | Aberto da França | René Lacoste       | 5–7, 6–3, 6–1, 6–3      |
| Vice      | 1928 | Wimbledon        | René Lacoste       | 1–6, 6–4, 4–6, 2–6      |
| Campeão   | 1928 | US Open          | Frank Hunter       | 4–6, 6–4, 3–6, 7–5, 6–3 |
| Campeão   | 1929 | Wimbledon        | Jean Borotra       | 6–4, 6–3, 6–4           |
| Campeão   | 1930 | Aberto da França | Bill Tilden        | 3–6, 8–6, 6–3, 6–1      |
| Campeão   | 1932 | Aberto da França | Giorgio de Stefani | 6–0, 6–4, 4–6, 6–3      |
| Vice      | 1932 | US Open          | Ellsworth Vines    | 4–6, 4–6, 4–6           |
| Vice      | 1933 | Aberto da França | Jack Crawford      | 6–8, 1–6, 3–6           |

### Duplas (11)
| Resultado | Ano  | Torneio          | Parceiro        | Oponente                         | Placar                    |
| Vice      | 1925 | Aberto da França | Jacques Brugnon | Jean Borotra René Lacoste        | 5–7, 6–4, 3–6, 6–2, 3–6   |
| Runner-up | 1926 | Aberto da França | Jacques Brugnon | Vincent Richards Howard Kinsey   | 4–6, 1–6, 6–4, 4–6        |
| Campeão   | 1926 | Wimbledon        | Jacques Brugnon | Howard Kinsey Vincent Richards   | 7–5, 4–6, 6–3, 6–2        |
| Campeão   | 1927 | Aberto da França | Jacques Brugnon | Jean Borotra René Lacoste        | 2–6, 6–2, 6–0, 1–6, 6–4   |
| Vice      | 1927 | Wimbledon        | Jacques Brugnon | Frank Hunter Bill Tilden         | 6–1, 6–4, 6–8, 3–6, 4–6   |
| Vice      | 1928 | Aberto da França | René De Buzelet | Jean Borotra Jacques Brugnon     | 4–6, 6–3, 2–6, 6–3, 4–6   |
| Campeão   | 1928 | Wimbledon        | Jacques Brugnon | Gerald Patterson John Hawkes     | 13–11, 6–4, 6–4           |
| Vice      | 1929 | Aberto da França | Jacques Brugnon | Jean Borotra René Lacoste        | 3–6, 6–3, 3–6, 6–3, 6–8   |
| Campeão   | 1930 | Aberto da França | Jacques Brugnon | Harry Hopman Jim Willard         | 6–3, 9–7, 6–3             |
| Vice      | 1931 | Wimbledon        | Jacques Brugnon | George Lott John Van Ryn         | 2–6, 8–10, 11–9, 6–3, 3–6 |
| Campeão   | 1932 | Aberto da França | Jacques Brugnon | Christian Boussus Marcel Bernard | 6–4, 3–6, 7–5, 6–3        |